# Zemětřesení na Haiti 2010
Zemětřesení na Haiti 2010 bylo katastrofické zemětřesení o síle 7,01 Mw s epicentrem přibližně 15 km od Port-au-Prince na Haiti. Zemětřesení proběhlo v 16:53:09 místního času (21:53:09 UTC) v úterý 12. ledna 2010. Hypocentrum zemětřesení se nacházelo v hloubce asi 13 km. United States Geological Survey zaznamenala sérii dotřesů, dvanáct z nich o síle 5,0 až 5,9 Mw.
Většina památek v Port-au-Prince byla při zemětřesení významně poškozena nebo zničena, včetně Prezidentského paláce, budovy Národního shromáždění, katedrály Notre-Dame a minimálně jedna nemocnice. Organizace spojených národů oznámila, že ústředí stabilizační mise Organizace spojených národů na Haiti, umístěné v hlavním městě, bylo zničeno a velké množství jejích pracovníků je pohřešováno (včetně velitele mise a jeho rodiny). Došlo také ke zřícení hotelu Montana, který je vyhledávaným útočištěm zahraničních turistů. Podle zpráv je zde zavaleno troskami až na 200 hostů.
Haiti je chudá země, 149. v indexu lidského rozvoje ze 182 zemí. Panují obavy o funkčnost záchranného systému, zvláště v době rozsáhlé katastrofy, a země je považována Organizací pro výživu a zemědělství za „ekonomicky zranitelnou“. Mezinárodní pomoc komplikuje špatně fungující infrastruktura, země je po zemětřesení téměř v izolaci. Přístavní molo je poničené, cesty neprůjezdné, letiště nefunkční. Místní úřady navíc nejsou schopny koordinovat záchranné práce.
Na rozdíl od podobných katastrof v minulých letech (např. tsunami v prosinci 2004) bylo zemětřesením na Haiti zasaženo centrum státu, i vláda musela zasedat improvizovaně na plastových židlích pod mangovníkem na policejní stanici.
Prezident Spojených států amerických Barack Obama přislíbil ve svém projevu rychlou pomoc. Spojené státy americké by s Haiti měly být propojeny leteckým mostem tvořeným letouny C-130. K ostrovu by měla být stažena i letadlová loď USS Carl Vinson. Zároveň by měli být do oblasti vysláni američtí lékaři. Pomoc poskytla Haiti již také například Kuba. Veřejné sbírky také vyhlásily organizace po celém světě. Generální tajemník OSN Pan Ki-mun prohlásil, že OSN okamžitě uvolnila ze svých krizových fondů 10 milionů dolarů na okamžitou pomoc.

## Pozadí
Naposledy zemětřesení o této síle udeřilo jižně od Hispanioly, ostrova, který Haiti sdílí s Dominikánskou republikou, v roce 1751. MSNBC.com a NBC News oznámily, že geofyzik USGS Kristin Marano nazval toto zemětřesení nejsilnějším od roku 1770, v oblasti současného Haiti. Podle Moreau de Saint-Méryho (1750–1819) při zemětřesení 18. října 1751 zůstala v Port-au-Prince „pouze jedna budova nezbořená“. Celé město spadlo také během dalšího zemětřesení v roce 1770. Město Cap-Haïtien a další města v severní části Haiti a Dominikánské republiky byly zničeny při zemětřesení 3. června 1842. V roce 1946 zasáhlo Dominikánskou republiku zemětřesení o síle 8,0 Mw a také Haiti, přičemž vznikla tsunami, která zabila 1790 lidí.

## Detaily zemětřesení

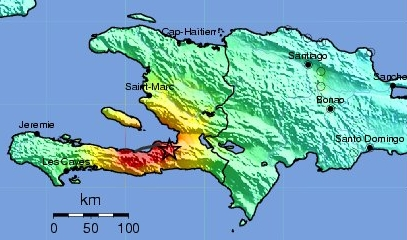
Mapa intenzity zemětřesení na ostrově Hispaniola podle USGS. Červenější oblasti byly silněji zasaženy, hvězda je epicentrum.

Zemětřesení nastalo ve vnitrozemí, 12. ledna 2010, přibližně 15 kilometrů severozápadně od Port-au-Prince v hloubce 13 km v 16:53 UTC-5 ve zlomovém systému Enriquillo-Plaintain Garden. Silné otřesy s intenzitou VII - IX na Modifikované Mercalliho škále (MM) byly zaznamenány v Port-au-Prince a jeho předměstích. Otřesy byly citelné také na Kubě (MM III v Guantánamu), Jamajce (MM II v Kingstonu), ve Venezuele (MM II v Caracasu) a sousední zemi Dominikánské republice (MM III v Santo Domingu.
Zemětřesení vzniklo v blízkosti severní hranice oblasti, kde se Karibská tektonická deska posunuje na východ přibližně o 20 mm za rok na Severoamerickou desku.
United States Geological Survey zaznamenala šest dotřesů ve dvou hodinách po hlavnímu zemětřesení o síle 5,9 5,5, 5,1, 4,8, 4,5, a 4,5 Mw. Během prvních devíti hodin bylo zaznamenáno celkově 26 dotřesů o síle 4,2 Mw a silnějších, z toho dvanáct z nich bylo silnějších než 5.0 Mw.
Podle síly a polohy zemětřesení mohly být podle člena USGS zasaženy asi tři miliony lidí.
Pacific Tsunami Warning Center vydalo po zemětřesení varování před tsunami, které ale bylo zrušeno krátce poté.

## Následky

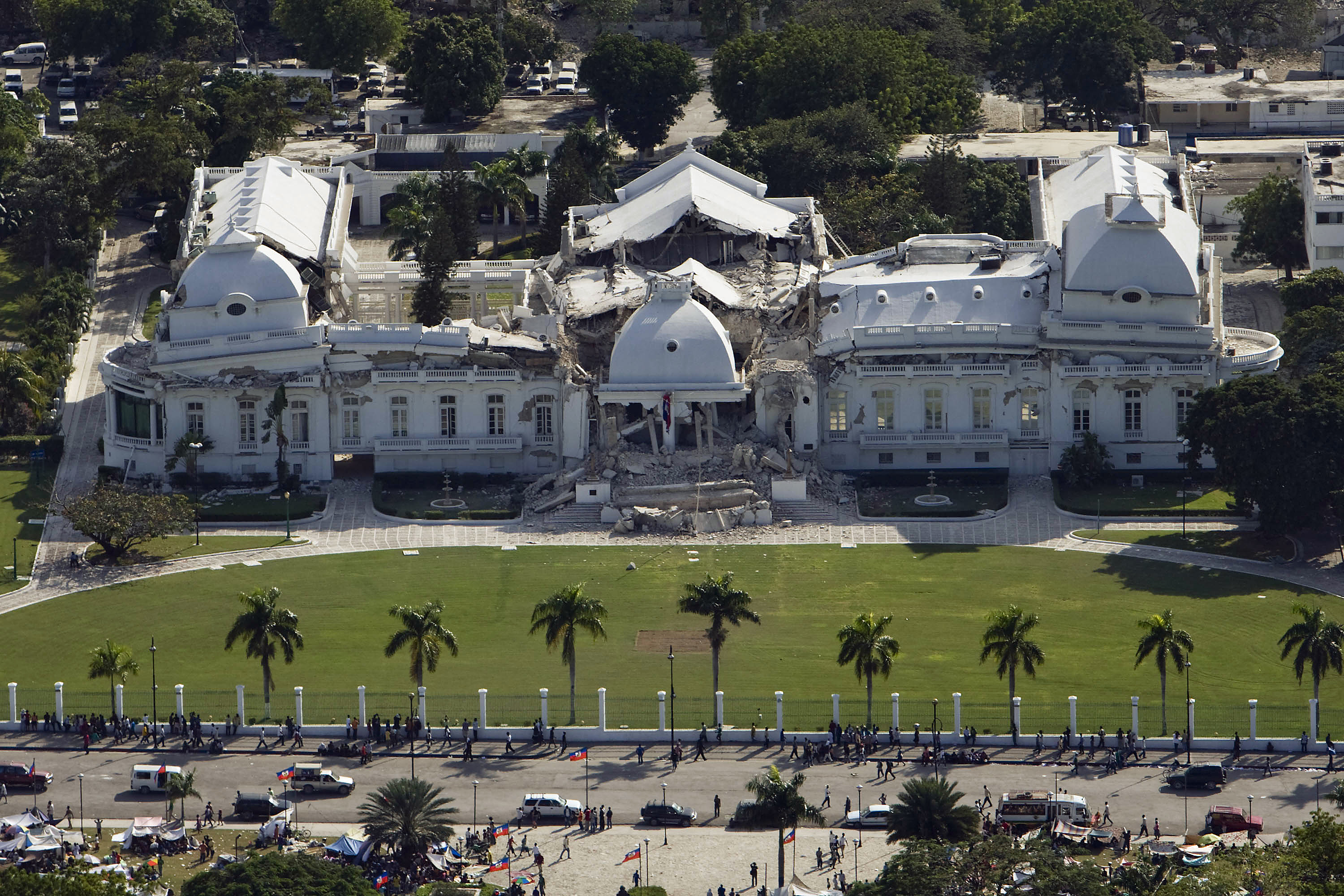
Poničený Prezidentský palác

Budova ministerstva financí, ministerstva veřejných prací, ministerstva komunikací a kultury, Justiční palác, Vyšší učitelský ústav, Národní škola administrativy, Karibská regionální kancelář Agence universitaire de la Francophonie (AUF), Parlament a katedrála v Port-au-Prince byly různě poničeny. Prezidentský palác byl vážně poškozen. Telekomunikace byly také vážně narušeny. Haiťanský diplomat řekl, že: „Komunikace je absolutně nemožná… Zkoušel jsem volat ministrovi a nemohu se dovolat.“ Nemocnice v Pétionville, bohaté městské části Port-au-Prince, byla taktéž poničena zemětřesením. Ústředí stabilizační mise Organizace spojených národů na Haiti (United Nations Stabilization Mission in Haiti, MINUSTAH), hotel Christopher a kanceláře Světové banky byly zničeny. Zemětřesení zasáhlo taktéž všechny tři lékařské zařízení organizace Lékaři bez hranic v blízkosti Port-au-Prince. Jedno bylo zbořeno a další dvě jsou nestabilní a byla opuštěna. Kanceláře Citybank v Port-au-Prince byly zničeny a pohřešuje se několik zaměstnanců. V hlavním městě se zřítilo 90 % škol.
Za dva týdny od zemětřesení se povedlo ze sutin vyprostit 136 živých lidí. Odhad počtu obětí kolísá mezi 150 a 300 tisíci, 112 tisíc z nich bylo nalezeno a pohřbeno. Zemětřesení nějak na zdraví či majetku poznamenalo 3,5 milionu obyvatel, zhruba milion nemá střechu nad hlavou a dva miliony budou podle OSN minimálně rok závislé na potravinové pomoci.
V hlavním městě sousední Dominikánské republiky, Santo Domingu, se budovy sice otřásaly, ale žádné velké poškození zde nebylo zaznamenáno.

### Odhadovaná populace žijící v nejpostiženějších oblastech

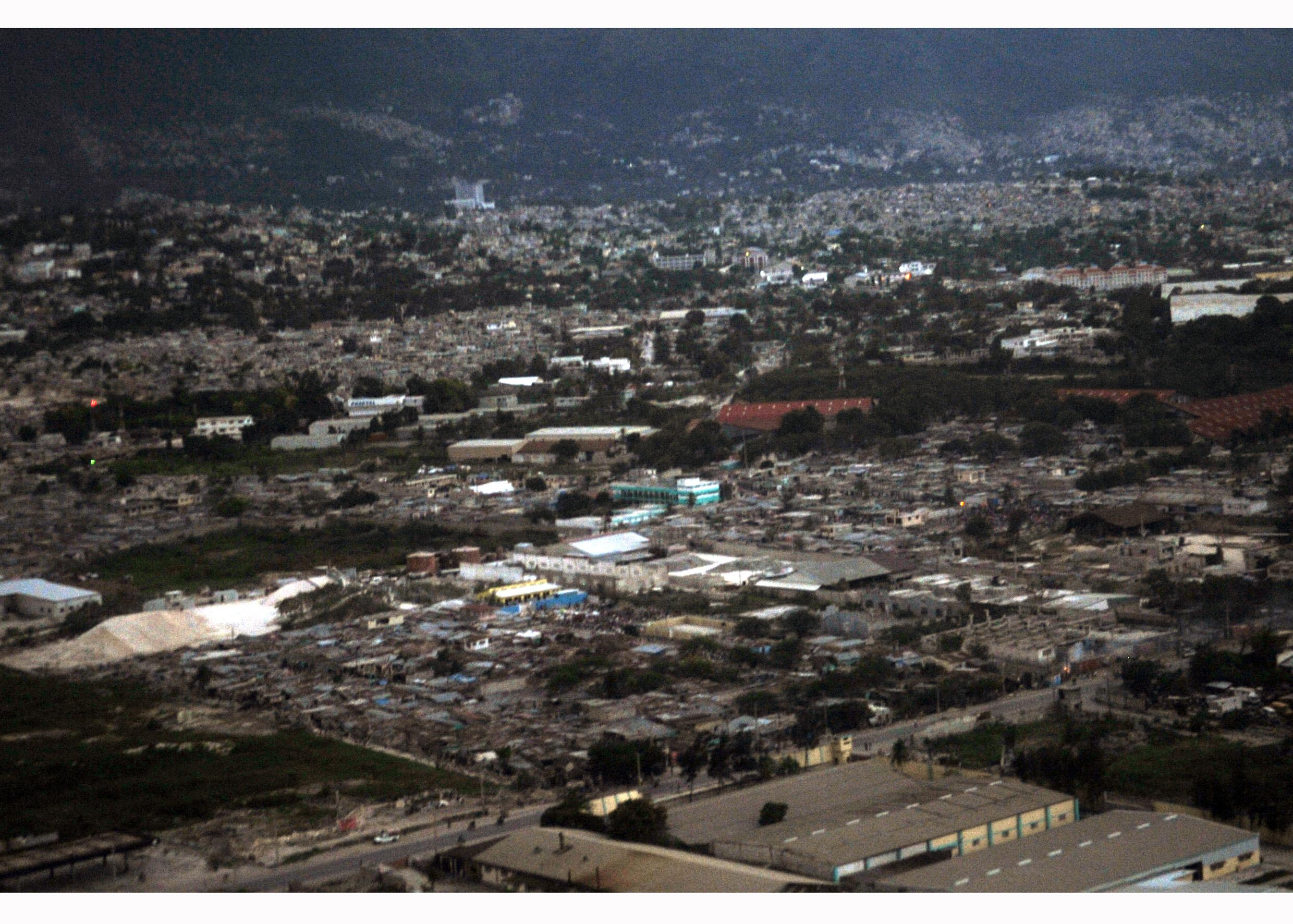
Letecký pohled na Port-au-Prince.

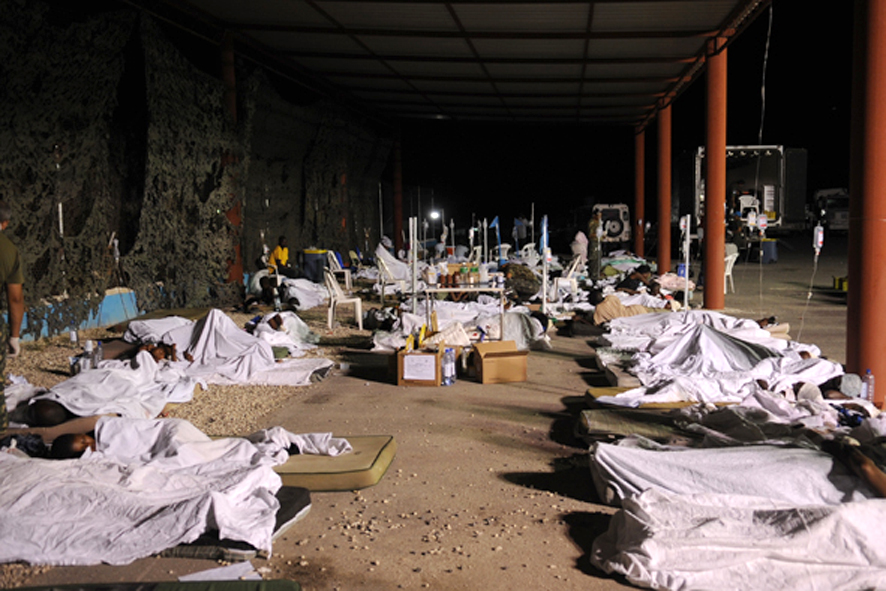
Pomocný kemp zřízený brazilskou armádou

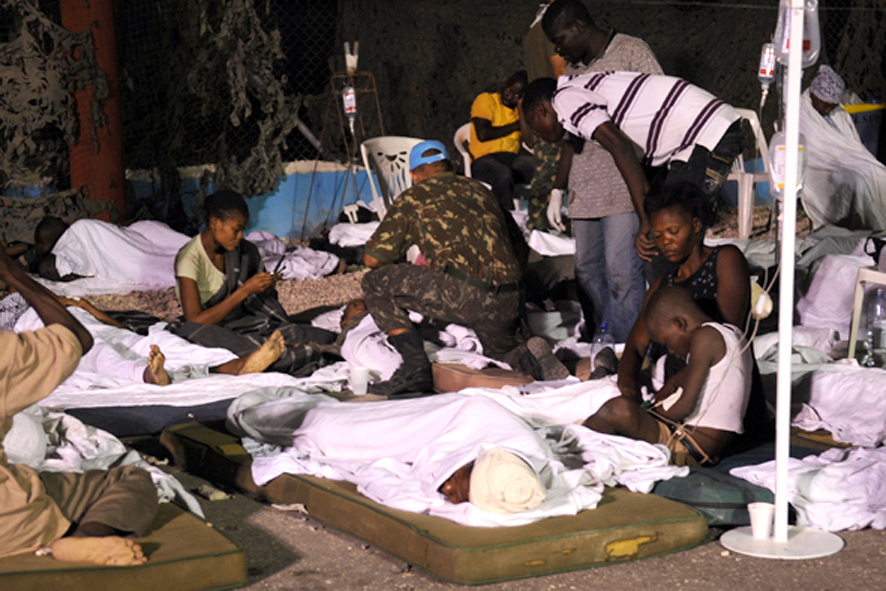
Haiťané postižení zemětřesením.

Odhadovaná populace žijící v nejpostiženějších oblastech byla určena pomocí USAID Famine Early Warning System Network Population Explorer. Na základě map United States Geological Survey nejpostiženějších oblastí se odhaduje počet lidí žijících v těchto místech na 3 725 615. Z celkového počtu je to přibližně 495 509 dětí mezi věkem 0 až 5 let. Tyto odhady jsou založeny na datech od Národní laboratoře Oak Ridge z roku 2008 a USAID. Následující tabulka poskytuje přibližné počty postižených zemětřesením 13. ledna 2010 rozdělených podle pohlaví a věku.
| Věk     | Ženy    | Muži    | Celkově |
| ------- | ------- | ------- | ------- |
| 0-4     | 245761  | 249748  | 495509  |
| 5-9     | 229217  | 233383  | 462600  |
| 10-14   | 227789  | 232638  | 460427  |
| 15-19   | 212295  | 216404  | 428699  |
| 20-24   | 184894  | 187637  | 372531  |
| 25-29   | 151778  | 152643  | 304421  |
| 30-34   | 123002  | 123615  | 246617  |
| 35-39   | 104249  | 107127  | 211376  |
| 40-44   | 92292   | 95414   | 187706  |
| 45-49   | 80604   | 80168   | 160772  |
| 50-54   | 64335   | 57783   | 122118  |
| 55-59   | 48505   | 36400   | 84905   |
| 60-64   | 37088   | 23548   | 60636   |
| 65-69   | 30769   | 18372   | 49141   |
| 70-74   | 23349   | 14146   | 37495   |
| 75-79   | 14311   | 9858    | 24169   |
| 80-84   | 6871    | 5302    | 12173   |
| 85-89   | 2086    | 1542    | 3628    |
| 90-94   | 65      | 247     | 612     |
| 95-99   | 47      | 26      | 73      |
| 100+    | 3       | 2       | 5       |
| Celkově | 1879611 | 1846004 | 3725615 |

### Oběti
- Haitský generální konzul v New Yorku uvedl, že „více než 100 000 obyvatel je mrtvých“; ministerský předseda Jean-Max Bellerive, že „stovky tisíc“ lidí může být mrtvých.[45]
- Haitsko-americký hudebník Wyclef Jean oznámil na CNN, že dostal zprávu o tom, že haitský hip hopový umělec, Jimmy O. Barikad, při zemětřesení zahynul.[46]
- Monsignore Joseph Serge Miot, 63, arcibiskup Port-au-Prince, zemřel v arcidiecézní kanceláři, která se zhroutila.[47]

#### Mírové jednotky OSN

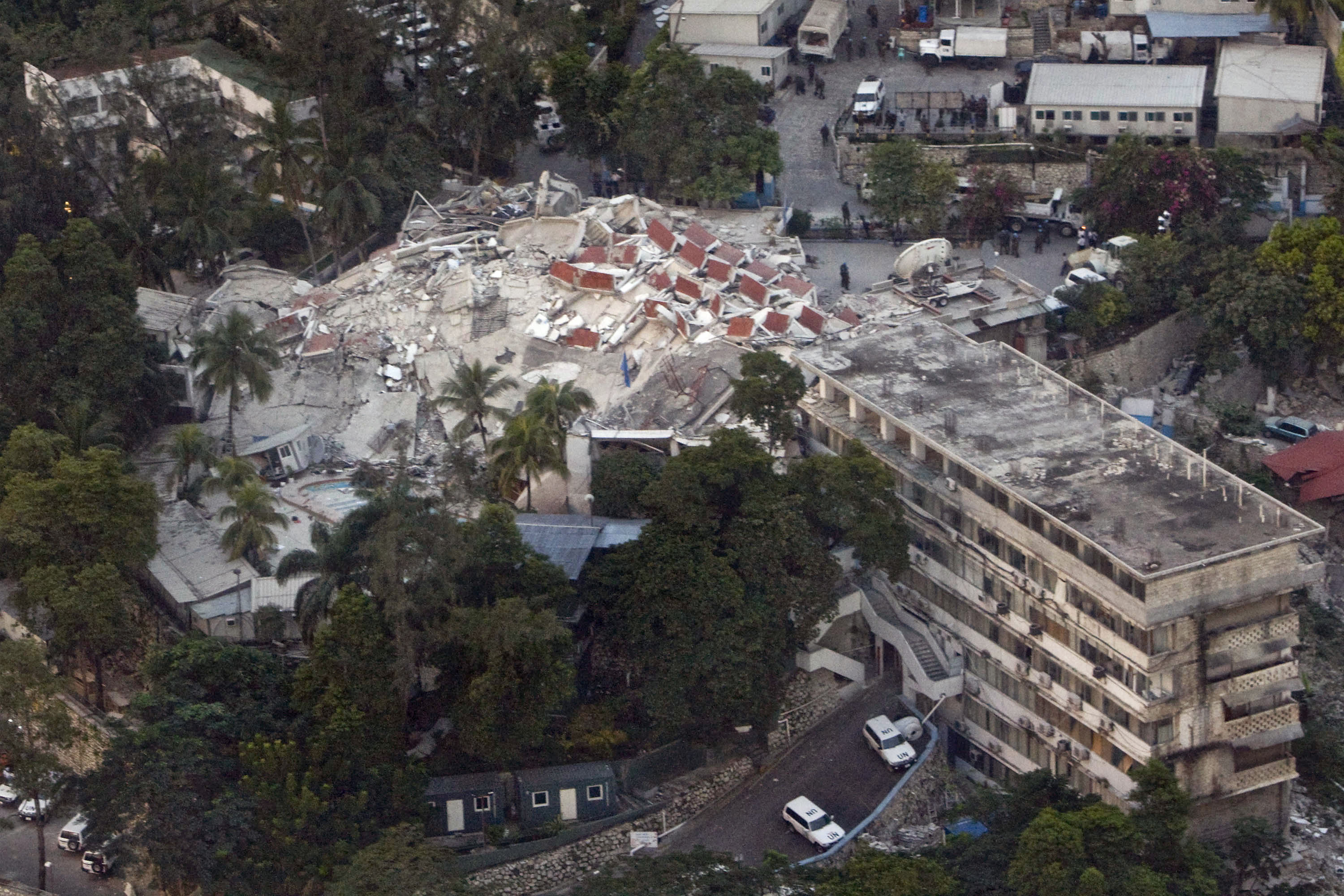
Letecká fotografie zničeného ústředí OSN v Port-au-Prince na Haiti

Ústředí OSN organizující stabilizační misi pro Haiti (MINUSTAH) v hotelu Christopher bylo postiženo devastujícím zhroucením a nyní se koncentruje na záchranu svých vlastních lidí. Většina z 9000 vojáků a policistů MINUSTAH bylo umístěno jinde. Podle francouzského ministra zahraničních věcí, Bernarda Kouchnera, všichni lidé uvnitř budovy OSN, včetně vedoucí mise, Hédi Annabi, zahynuli. Řekl, že jeho informace pochází od francouzského ambasadora na Haiti. Přibližně 100 pracovníků OSN se nyní pohřešuje a již je potvrzeno pět úmrtí (13. ledna). Šéf OSN oznámil, že ihned uvolní 10 milionů dolarů.
- Hédi Annabi, vedoucí mise, byl, podle některých členů jeho rodiny, nezvěstný poté, co se zhroutilo ústředí OSN.[48][53][54] Haitský prezident později oznámil, že Annabi při zemětřesení zesnul. V době katastrofy měl schůzku s čínskou delegací.[50]
- Zástupce vedoucího mise OSN na Haiti, Luiz Carlos da Costa, je nezvěstný.[55]
- Minimálně 25 členů mírových jednotek OSN (vojáci a policisté) zemřelo a 23 je pohřešováno.:
  - Argentina: Jeden argentinský četník zahynul.[45][56] Argentina má na Haiti 600 členů mírovou jednotku.
  - Brazílie: 14 brazilských vojáků zemřelo, čtyři jsou nezvěstní a 14 jich bylo zraněno.[57] Brazílie má na Haiti 1200 členů mírových jednotek.[58]
  - Kanada: Zemřela kanadská sestra z Evangelické misionářské církve.[59] Tři policejní důstojníci mezinárodního tréninkového kádru a jeden bývalý kanadský vojenský policista se pohřešují.[60] Všichni členové SPVM a pět členů kanadské jednotky při MINUSTAH je v pořádku.[61][62]
  - Čad: Zahynul jeden čadský policejní důstojník.[63][64]
  - Čína: Minimálně osm čínských vojáků při zemětřesení zahynulo a dalších 10 se pohřešuje.[65] Čína má na Haiti 125 členů mírového policejního oddělení.[51]
  - Jordánsko: Tři jordánští vojáci zahynuli a 21 vojáků a policistů bylo zraněno.[65] Mezi jordánskými oběťmi byli majoři Atta Issa Hussein a Ashraf Ali Jayoussi a desátník Raed Faraj Kal-Khawaldeh.[66]
  - Filipíny Čtyři filipínští členové mírových jednotek na Haiti je pohřešováno.[67]

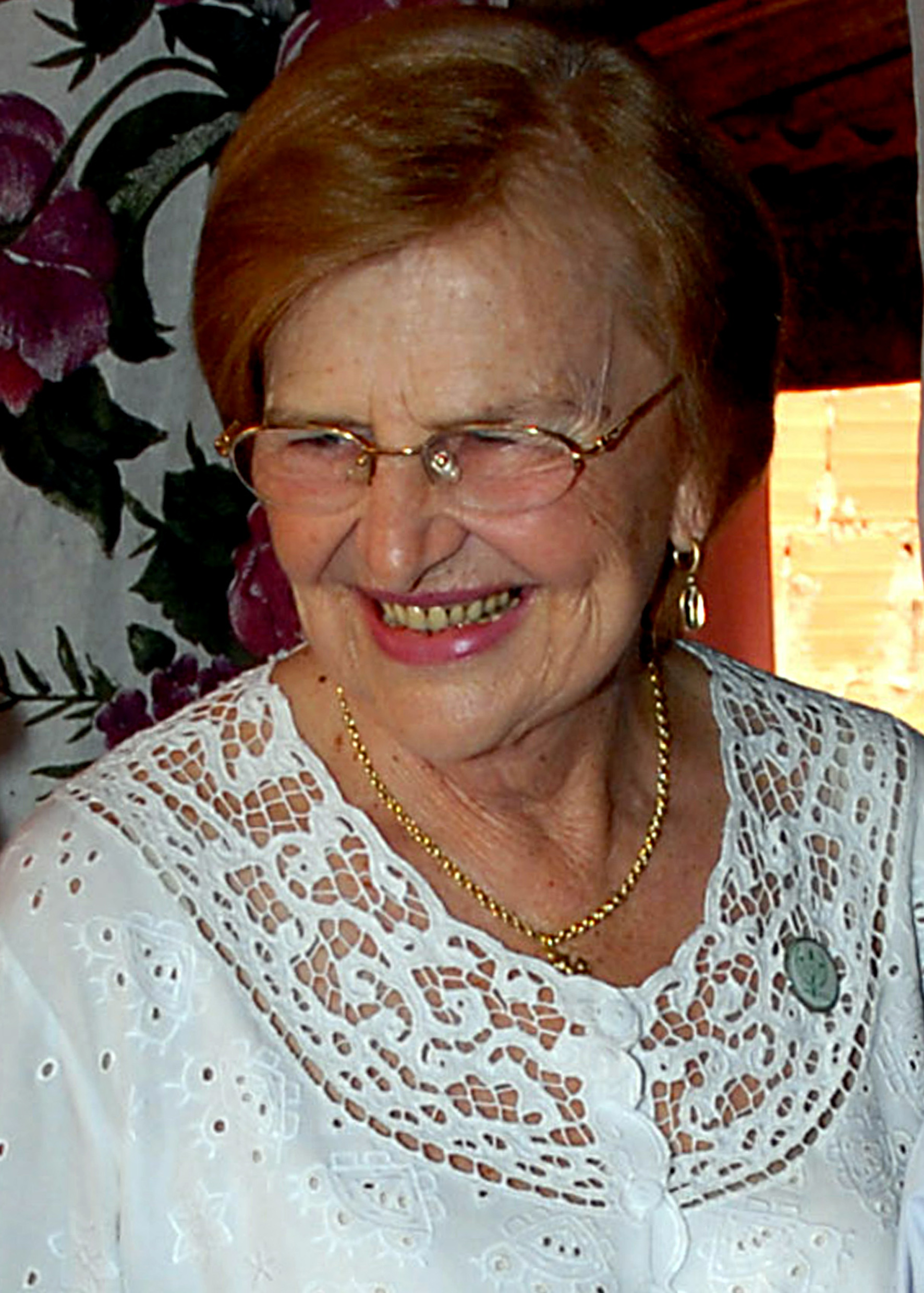
Zilda Arns při zemětřesení zahynula

#### Zahraniční civilisté
- Hosté hotelu Montana v Port-au-Prince, kterých je do 200, se stále pohřešují (14. leden)[68]
- Brazílie: Brazilská pediatrička a humanitární pracovnice Zilda Arns z organizace Pastoral da Criança při zemětřesení zemřela.[69]
- Dominikánská republika: Minimálně dva dominikánští inženýři zemřeli po pádu kancelářské budovy. Dalších 10 se pohřešuje. Pracovali na dálnici Port-au-Prince/Mirebalais[70]
- Kanada: Kanada je druhý největší poskytovatel, po USA, zdravotní péče na Haiti. Kanada má doma také četnou komunitu Kanaďanů s haitským původem.[71] Byli potvrzeni tři mrtví kanadští občané.
- Nizozemsko: 16 nizozemských občanů je pohřešováno. Je zaznamenáno několik lehkých zranění.
- Tchaj-wan: Hsu Mien-sheng, tchajwanský velvyslanec na Haiti má zlomeniny a byl převezen do nemocnice za pokračujícího hroucení se jeho ambasády.[72]

## Zahraniční pomoc
Vláda USA vyslala na Haiti 16 000 vojáků, Američané spravují letiště v hlavním městě. Na pomoci se ale podílí mnoho států, např. Izrael vyslal polní nemocnice, Senegal nabídl půdu těm, kteří by se chtěli přestěhovat zpátky do Afriky. Zvláštním vyslancem OSN pro Haiti je Bill Clinton. Na pomoc Haiti se rozhodla pomoci i Americká skupina 30 Seconds to Mars pomocí prodeje Haiti Photo Book.

### Pomoc z ČR
Do pomoci se kromě české vlády zapojily i české neziskové organizace Člověk v tísni nebo české pobočky Adry a Charity (Arcidiecézní charita Olomouc má svou misi na Haiti už od roku 2005, kdy zde v letech 2002-2010 působil kněz Roman Musil, který zde organizoval projekt Adopce na dálku a spravuje farnost v Baie de Henne na severu země).

## Kontroverze
- Někteří francouzští politici nazvali americkou pomoc okupací.[13] Francie požádala Radu bezpečnosti OSN, aby upřesnila roli Američanů v této zemi. „Jde o to pomoci Haiti, nejde o to okupovat Haiti,“ řekl bývalý francouzský senátor a v té době komunální politik Alain Joyandet.[zdroj?]
- Venezuelská vládní televizní stanice ViVe 18. ledna vydala prohlášení, ve kterém obvinila Spojené státy americké z vyvolání série pokusných zemětřesení, v níž spojila toto zemětřesení s technologií vyvíjenou v projektu HAARP.[75][76]